# Sigurd Müller
Pour les articles homonymes, voir Müller.
Sigurd Hjorth Müller, né le 21 décembre 1844 à Snedsted Præstegård près de Thisted et mort le 2 décembre 1918 à Frederiksberg, est un auteur, recteur, historien de l'art et historien littéraire danois. Il est le fils de Ludvig Christian Müller (da).

## Biographie
Sigurd Hjorth Müller naît le 21 décembre 1844 à Snedsted Præstegård près de Thisted.
Après avoir fréquenté l'école latine de Roskilde, Sigurd Müller obtient un diplôme privé en 1863 et commence des études de médecine. Ses études sont toutefois interrompues lorsque le peintre paysagiste Thorald Læssøe l'invite à faire un voyage en Italie, où il reste huit mois. À son retour, il abandonne ses études de médecine, étudie l'esthétique et obtient une maîtrise en la matière en 1872. Pendant plusieurs années, il travaille dans la capitale comme professeur de danois, notamment à la Borgerdydskolen de Copenhague, jusqu'en 1886, date à laquelle il est élu directeur de la Kolding Latin- og Realskole. En 1874, il épouse Marie Louise Biering, fille de l'ancien conférencier Christian Henrik Biering.
L'écriture de Sigurd Müller débute sur le plan esthétique par un recueil de poèmes Digte (1867), suivi en 1872 par la traduction de Fem Digte af Theokritos (Cinq poèmes de Theokritos) et en 1874 de Tre Fortællinger (Trois contes). Peu à peu, les études d'histoire de l'art l'occupent de plus en plus, et on en trouve les résultats dans une multitude de petits articles parus dans le Dagbladet (da), le Morgenbladet, le Ude og Hjemme (da), dans le Kortfattet Kunsthistorie (1883), le Nyere dansk Malerkunst (1884) et Thorvaldsen, hans Liv og hans Værker (1893). Il est également très actif en tant qu'auteur de livres scolaires, et son Håndbog i den danske Litteratur (Manuel de la littérature danoise) (1880) et sa Kortfattet dansk Litteraturhistorie (Brève histoire de la littérature danoise) (1881) comptent parmi les outils les plus utilisés dans l'enseignement de l'histoire littéraire du Danemark.